# José Sebastián Amador López
José Sebastián (o Sebastián José) Amador López (Cartagena, 1810-Medellín, 1866) fue un político y empresario colombiano, que se desempeñó como Gobernador de la Provincia de Medellín en 1851.

## Biografía
Nació en Cartagena en 1810, cuando aún era parte del Virreinato de la Nueva Granada, hijo de Antonio Carlos Amador Rodríguez y de Manuela López Marín. Descendiente de una familia tradicionalmente de empresarios de la costa Atlántica, su padre llegó a ser delegado a la Convención General del Estado Libre de Cartagena y era un acaudalado empresario. Entre sus tíos estaban el también político y empresario Juan de Dios Amador y Martín Amador, quien fue ejecutado durante la Reconquista. Por esta rama esta emparentado con el presidente panameño Manuel Amador Guerrero.
Siendo desconocidos gran parte de sus datos biográficos, se sabe que en 1841 fue nombrado por el gobernador de Antioquia, Gabriel Echeverri Escobar, como comisario en marcha hacia la provincia de la costa. En 1851 el gobernador de la Provincia de Medellín, Rafael María Giraldo Zuluaga, lo nombró jefe político de Medellín, tomando posesión de ese cargo el 30 de junio de 1851. Continuó en ese puesto hasta el 8 de septiembre del mismo año, cuando renunció.
Algunos días después, el 12 de septiembre, fue nombrado Prefecto (Gobernador) de la Provincia de Medellín, ejerciendo un breve mandato que se extendió hasta el 24 del mismo mes, durante la revuelta encabezada por Eusebio Borrero, en el marco de la Guerra civil colombiana de 1851. Falleció en Medellín en 1866.
En 1830 se casó en Medellín con María Ignacia Fernández Callejas. De esta unión nacieron 7 hijos, destacándose Carlos Coriolano Amador Fernández, uno de los empresarios más ricos de Colombia del siglo XIX, y Adolfo Mario Amador Fernández, afamado militar liberal.